# San Pellegrino-hágó
A San Pellegrino-hágó (olaszul: Passo San Pellegrino, fassa-völgyi ladin nyelven Jouf de Sèn Pelegrin, régi német nevén Sankt-Pelegrin-Pass) egy 1918 méter magas alpesi hegyi hágó az olasz Dolomitokban, Trentino-Alto Adige régió (Trento autonóm megye) és Veneto régió (Belluno megye) határvonalán, Moena és  Falcade községek között, utóbbitól kb. 4 km-re.

## Fekvése
A Pellegrino-hágót északról a Grödeni- és Fassa-völgyi Dolomitok (Dolomiti di Gardena e di Fassa), délről Feltrei-Dolomitok és a Pale di San Martino hegycsoportjai fogják közre. A hágótól északra a Marmolada-csoport déli sziklafalai zárják a látóhatárt.
A San Pellegrino-hágó az Etsch és Cordevole folyók vízgyűjtőit választja el. A hágó nyugati oldala a San Pellegrino-patak völgye, amely a hágó trentinói oldalán nyugat felé ereszkedve Moena városánál torkollik az Avisio patak észak-déli irányú völgyébe. Moenától északra a felső Avisio-völgy neve Fassa-völgy, ennek északi, felső vége Canazei városánál, a Sella hegycsoport lábánál van. Moenától délre az Avisio-patak a Fiemme-völgyben (németül: Fleimstal) folyik tovább délnyugatnak, Predazzo és Cavalese felé, majd az Etsch-be.
A hágó keleti, venetói oldalán a Biois-patak ered, amely a Cordevole folyóba ömlik, amely a Piavéba torkollik.

## Történelme
A hágótetőn talált régészeti leletek tanúsága szerint az átjárót már a kőkorszakban is ismerték és használták.
A középkorban málhás ösvény vezetett át a hágón, melyet ekkor Monte Alloch-nak neveztek. Régi térképek szerint az útvonalat elsősorban azért tartották fontosnak, mert a Cordevole-völgyben fekvő Cencenighe Agordino várost Moenán és Predazzón keresztül összekapcsolta  a tiroli Auerrel és a Brenner-hágó útjával. Emellett alternatív útvonalat kínált a Rolle-hágó útja helyett, amelynek Travignolo-völgyi szakasza igen veszélyes volt.
Mai nevét arról az ispotályról kapta, amelyet 1358-ban Szent Pellegrin (Peregrinus) rendi szerzetesek alapítottak a hágótetőn, a Monte Alloch útján járó zarándokok és utazók ellátásra, segítésére. Az ispotály mellé Páduai Szent Antal tiszteletére kápolna épült. A középkori ispotály és kápolna az első világháború harcaiban elpusztult, később mindkettőt újjáépítették, a kápolna belsejét G.B. Chiocchetti moenai művész falfestményei díszítik.

## Az első világháború
Az első világháború idején az út stratégiai fontosságot nyert, kövezett katonai utat építettek rajta. Az osztrák Trentino és az olasz Veneto között 1866-ban meghúzott államhatár (ma olasz régióhatár) vonala a hágótól keletre húzódott, északról dél felé a Marmoladához tartozó Cima d’Ombretta, Sasso Vernale, Cima Ombrettola, Sasso di Valfredda, Monte le Saline hegyeken és a Fredda patak völgyében (Valfredda). Falcade az Olasz Királysághoz, maga a San Pellegrino hágó már a Monarchiához tartozott. 1915-ben, Olaszország hadba lépése után támadásokat intézett a hágók ellen. A hágótól északra, a Marmolada frontszakaszán az osztrákok előretörtek, és elfoglalták a gleccser egész területét, állásaik a Serauta hegygerincen álltak. A front délebbi szakaszát szívós késleltető harcok közben 5–10 km-rel nyugatabbra vonták vissza, a Contrin-völgyet és a San Nicolò-völgyet keletről lezáró hegyekbe (Piccolo Vernel, Col Ombert, Monzoni, Sass da Lastei). Az olaszok hatalmukba kerítették hágót és a tőle északra álló hegyláncot, a 3010 m magas Cima Uomóval együtt. A magashegyi harcok 1917 végéig, a caporettói áttörésig tartottak, ekkor az olaszok visszavonultak a Dolomitokból. Az 1918-as összeomlás nyomán egész Trentino és Dél-Tirol olasz megszállás alá került. A háború után a katonai utakat továbbépítették és átadták a civil közforgalomnak.
A San Pellegrino-hágótól 8 km-re keletre, Falcade előtt 3,5 km-rel a hágó útjából (az SS 346-osból) dél felé kiágazik a 2033 m Valles-hágóra (Passo di Valles) vezető SP 81-es út. Falcade városából a Valles-hágón át vezet a legrövidebb út a Rolle-hágó útjára, az SS50-esre, a Colbricòn-tóhoz. Ezt is az első világháborúban építették, katonai célokra. Ma jól járható alternatív útvonal, bár itt kisebb a turistaforgalom, mint a San Pellegrino-hágóban. A Valles-hágót, akárcsak a szomszédos San Pellegrinót, már a kőkorszakban is ember járta, ezt ősi tűzrakóhelyek maradványai és más tárgyi régészeti leletek igazolják.

## Közlekedése
A hágó útja az SS346-os főút, amely a fassa-völgyi Moena városnál ágazik ki az SS48-as „Dolomitok” főútból, nyugat-keleti irányban áthalad a hágón, átmegy a Belluno megyei Falcade városon, majd Cencenighe Agordinóban, a Biois és a Cordevole patakok összefolyásánál végződik. A nyugati, trentinói felhajtó maximális emelkedése 14%, a keleti, bellunói oldalé 18%. (Az átlagos emelkedés 6,4% ill. 8,9%).

## Turizmus, sport
A San Pellegrino-hágó a Trevalli síterülethez tartozik, amely a Dolomiti Superski szövetség része. A zónabérlet érvényes síterülethez a Falcade–San Pellegrino és a Moena–Lusia síterepekre is. Össze van kapcsolva a szomszédos síterpekkel (Civetta, Falcade, Arabba, Marmolada). Jelenleg a hágóban (2014) egy kabinos sílift és több sífelvonó üzemel. A legismertebb lesiklópálya a Col Margherita hegycsúcs oldalán vezet. Az enyhe lejtésű völgyoldalakon több gondozott sífutó pálya is létesült.
2013 decemberében itt rendezték a XXVI. Téli Universiade lesikló és super-G futamait.

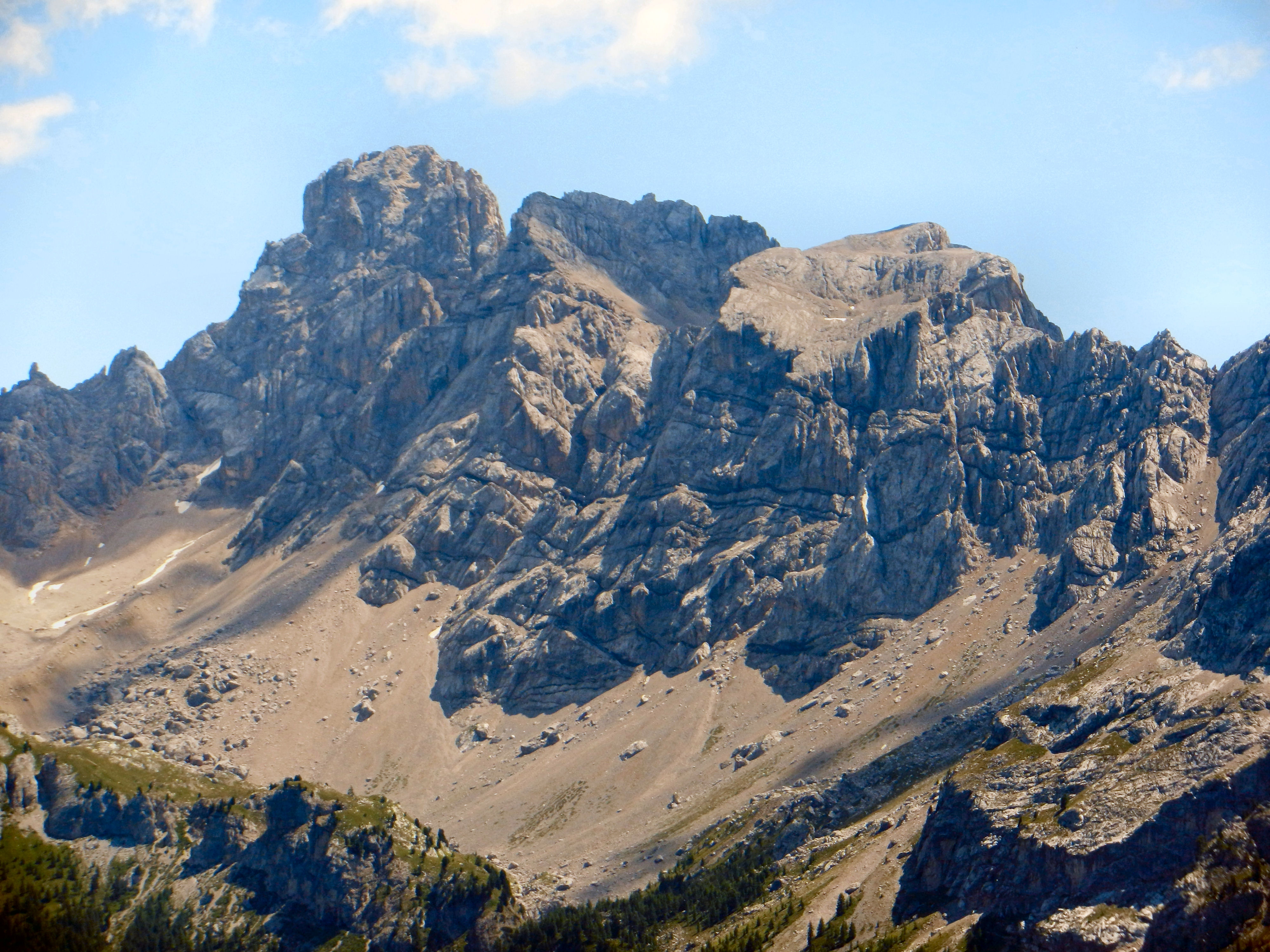
Cima d’Uomo, 3010 m

A San-Pellegrino-hágón keresztül halad a 2. sz Dolomiti magashegyi túraút, amely Brixenből Feltréig vezet. Sziklamászók a közelben számos alkalmas sziklafalakat találnak, az egyik legismertebb ilyen hegycsúcs a hágótól északra emelkedő, 3010 m magas Cima Uomo („Férfi-csúcs”), amely az első világháború frontvonalára került, olasz katonai állásai ma is láthatók. A hágó útjait a hegyi kerékpárosok (mountain-bike-osok) is sűrűn használják. A hágó infrastruktúrája gyorsan fejlődik, szállodák és apartmanházak épülnek a hágótető körül. A Costabella-gerincen, a Monzoni-hegycsoportban, a Col Margherita és Cima Bocce hegycsúcsok között túrázva az első világháborúból megmaradt lövészárkok sokasága tekinthető meg.
A 2006-os Giro d’Italia 19. pályaszakasza május 26-án Pordenonéból a San Pellegrino-hágótetőig tartott (220 km). A versenyzők a hágó keleti (bellunói) emelkedőjének leküzdése után értek a szakaszcélba. A szakaszgyőztes a spanyol Juan Manuel Gárate lett.
A 2014-es Giro d’Italia 18. szakasza május 29-én Bellunóból Agordón és a San Pellegrino-hágón át vezetett a trentinói Levico Terme melletti Panarotta turistaházig (170 km). A szakaszgyőztes a kolumbiai Julian Arredondo lett.